# Nortonville (Kansas)
Nortonville é uma cidade localizada no estado americano de Kansas, no Condado de Jefferson.

## Demografia
Segundo o censo americano de 2000, a sua população era de 620 habitantes.
Em 2006, foi estimada uma população de 590, um decréscimo de 30 (-4.8%).

## Geografia
De acordo com o United States Census Bureau tem uma área de
1,1 km², dos quais 1,1 km² cobertos por terra e 0,0 km² cobertos por água. Nortonville localiza-se a aproximadamente 355 m acima do nível do mar.

## Localidades na vizinhança
O diagrama seguinte representa as localidades num raio de 20 km ao redor de Nortonville.